# Martín Demichelis
Martín Gastón Demichelis, född 20 december 1980 i Justiniano Posse, provinsen Córdoba, är en argentinsk fotbollsspelare och -tränare som har spelat i bland annat Bayern München, Málaga och Manchester City. 
Demichelis debuterade i det argentinska fotbollslandslaget 2005. Den 12 mars 2015 förlängde han sitt kontrakt med Manchester City fram över säsongen 2015/2016.Efter att hans kontrakt löpt ut med Manchester City så skrev han på ett ettårskontrakt med den spanska klubben Espanyol.
År 2017 lade Demichelis skorna på hyllan, och köpte en kostym. Han har tränat bl.a. River Plate och Monterrey.